# Borzicactus tenuiserpens
Borzicactus tenuiserpens es una especie de planta suculenta perteneciente al género Borzicactus, dentro de la familia Cactaceae. Se distribuye por Ecuador y Perú.

## Descripción

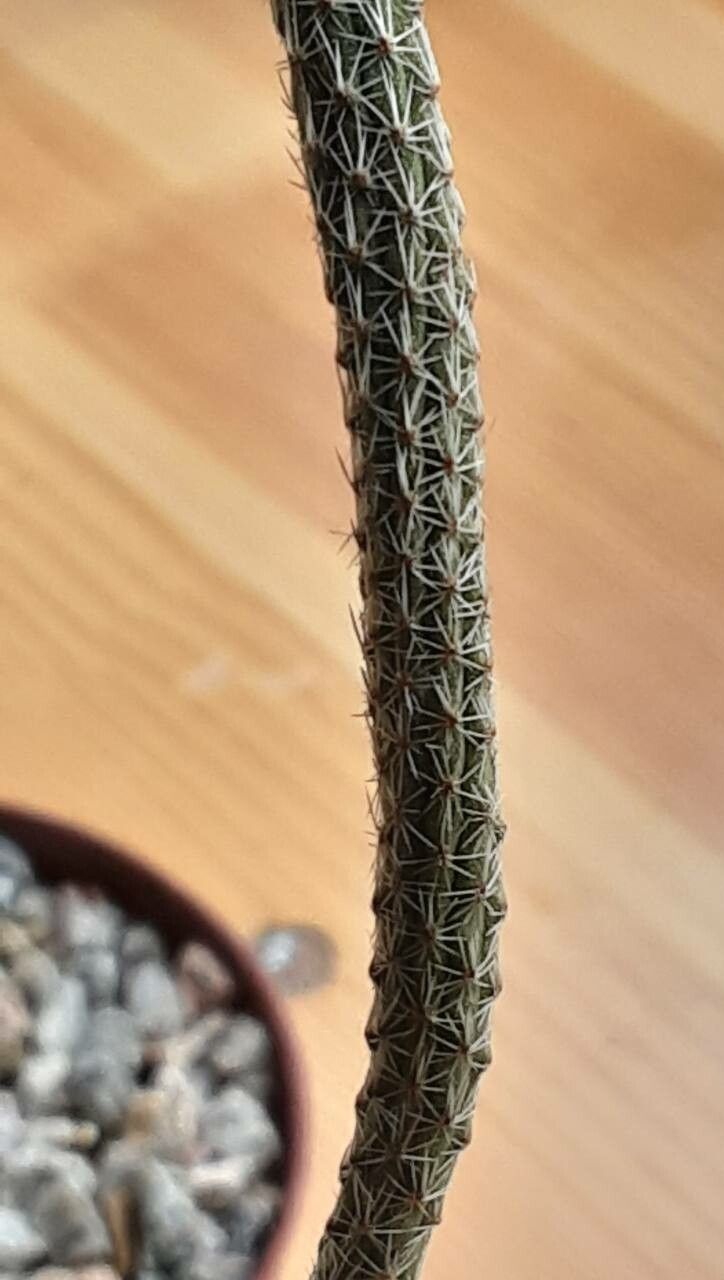
Detalle del tallo y las espinas

Borzicactus tenuiserpens es una especie de cactus de crecimiento arbustivo, con tallos muy delgados y ramificados en la base. Son de color verde y alcanzan alturas de hasta 2 m, con diámetros de poco menos de 1 cm.
Presentan de 9 a 10 costillas bajas y algo arqueadas. En ellas se sitúan las areolas con 1 o 2 espinas centrales sobresalientes de 2,5 cm de largo y espinas marginales muy delgadas y extendidas de color blanquecino y de 2 a 8 mm de largo.
Las flores son tubulares, altamente cigomorfas, y de color rojo anaranjado a rojo. Miden hasta 5 cm de largo y sus brácteas están bastante extendidas. Los frutos son de color verde a rojo y alcanzan un diámetro de hasta 1,5 cm.

## Distribución y hábitat

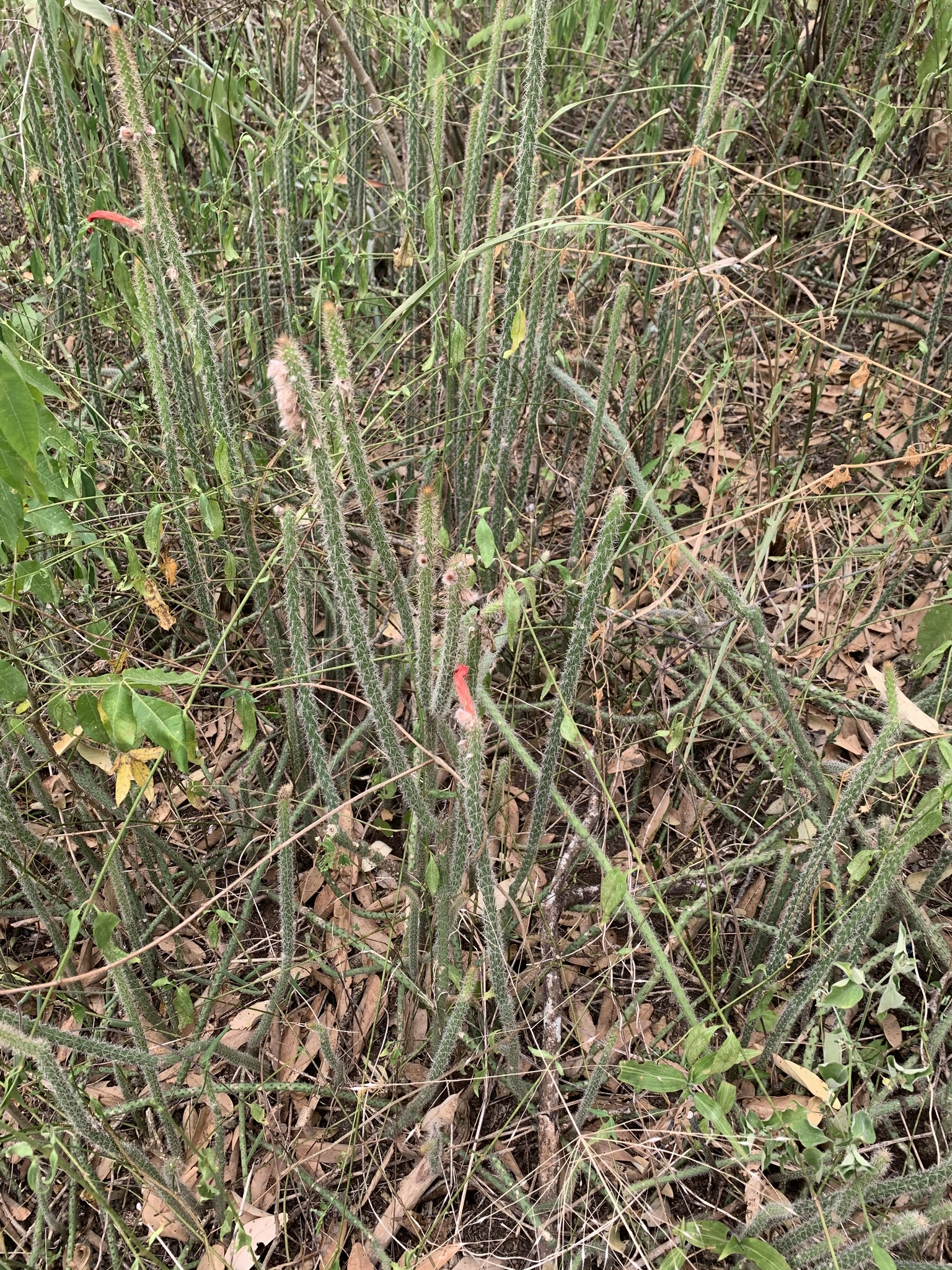
Planta en su hábitat

El área de distribución nativa de esta especie es Perú y crece principalmente en biomas desérticos o de matorrales secos, altitudes de 700 m sobre el nivel del mar.

## Taxonomía
La primera descripción de esta especie fue como Cleistocactus tenuiserpens, publicada en 1957 por los botánicos alemanes Werner Rauh y Curt Backeberg en el libro Descriptiones Cactacearum Novarum 1: 17.
Más tarde, el botánico estadounidense Myron William Kimnach trasladó la especie al género Borzicactus, por lo que pasó a llamarse Borzicactus tenuiserpens. Registró estos cambios en la revista científica Cactus and Succulent Journal (Los Ángeles) 32: 95, publicada en 1960.
Etimología
- Borzicactus: nombre genérico formado a partir del prefijo borzi- (que hace referencia al botánico Antonino Borzì (1852-1921), director del jardín botánico de Palermo) y kaktos (que significa ‘cardo’ o ‘planta espinosa’), en alusión al cuerpo esférico y espinoso que presentan las especies de este género.[4]
- tenuiserpens: epíteto específico que deriva de las palabras latinas tenuis (que significa 'delgado') y serpens (que significa 'rastrero'), haciendo referencia a que se trata de un cactus de tallo delgado que crece de forma rastrera.[5]

## Estado de conservación
En la Lista Roja de Especies Amenazadas de la UICN, la especie está clasificada como de "Preocupación Menor (LC)".

## Usos
Se cultiva principalmente como planta ornamental y su propagación se realiza normalmente a través de esquejes o semillas.